# Flyinge
Vittsjö est une localité de Suède dans la commune d'Eslöv en Scanie.
Sa population était de 999 habitants en 2019.

## Patrimoine
- La pierre runique de Holmby est située à Holmby, à environ deux kilomètres au sud-est de Flyinge.